# Nagpur (stad)
Nagpur is een metropool in het centrum van India en de winterhoofdstad van de deelstaat Maharashtra. De stad ligt in het gelijknamige district Nagpur en in 2001 woonden er 2.051.320 mensen.
De regio is vooral geschikt om sinaasappels te verbouwen die in Nagpur verhandeld worden. De stad is vanwege deze bezigheid ook wel bekend als "Orange City". Nagpur is door haar centrale ligging een belangrijk knooppunt van wegen en spoorwegen.
De stad heeft een mild klimaat in de winter, terwijl het er zomers erg warm is. Daarom is het tevens de locatie waar de jaarlijkse wintervergadering van de Vidhan Sabha (lagerhuis) van Maharastra plaatsvindt. De status van hoofdstad deelt Nagpur met Mumbai, de officiële (zomer)hoofdstad van Maharashtra.

## Verkeer en vervoer
In de stad ligt het vliegveld van Nagpur: Dr. Babasaheb Ambedkar International Airport (IATA: NAG) welke directe verbindingen heeft met onder andere  Bombay en  New Delhi. Nagpur wordt onder ander aangedaan door de luchtvaartmaatschappijen IndiGo en Air India.

## Geboren in Nagpur
- Jyoti Amge (1993), 's werelds kleinste vrouw.

Hoofdsteden van deelstaten: Agartala · Aizawl · Amaravati · Bangalore · Bhopal · Bhubaneswar · Calcutta · Chandigarh · Chennai · Dehradun · Dharamsala · Dispur · Gairsain · Gandhinagar · Gangtok · Haiderabad · Imphal · Itanagar · Jaipur · Kohima · Lucknow · Mumbai · Nagpur · Panaji · Patna · Raipur · Ranchi · Shillong · Shimla · Trivandrum
Hoofdsteden van territoria: Chandigarh · Daman · Jammu · Kargil · Kavaratti · Leh · New Delhi · Port Blair · Puducherry · Srinagar